# Prieuré Sainte-Victoire

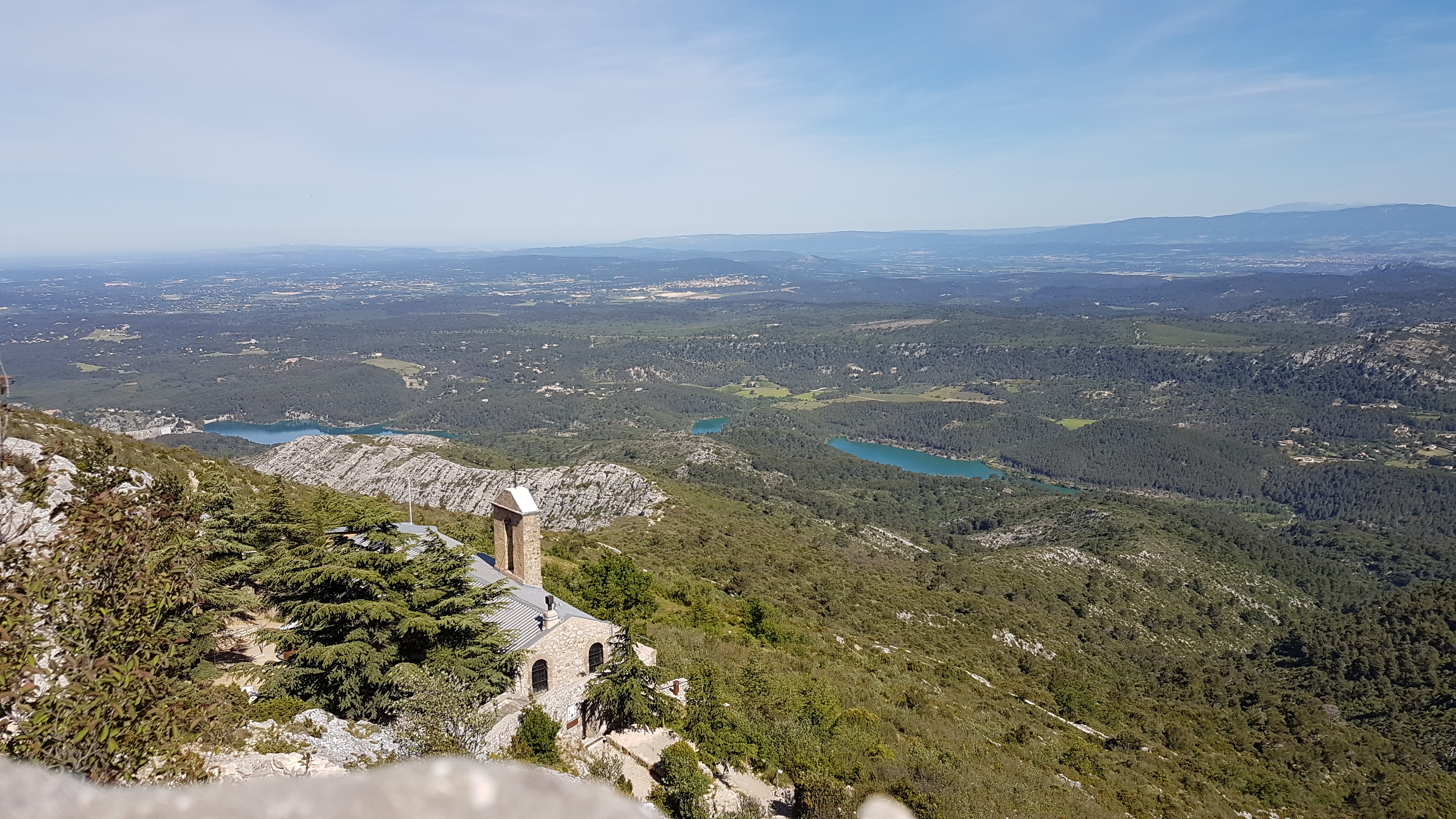
Le prieuré vu depuis la croix de Provence.

Le prieuré Sainte-Victoire est situé sur la crête de la montagne Sainte-Victoire à 900 m d'altitude dans un vallon en pente délimité par des falaises et terminé par un aven proche de la Croix de Provence, sur la commune de Vauvenargues. C'est un ensemble de constructions datées de la seconde moitié du XVIIe siècle. Il comprend, notamment, le porche d'entrée (1670), la chapelle Notre-Dame-de-Victoire (1657-1661), le bâtiment des moines (1663-1670), une esplanade (1663), une citerne (1662), divers vestiges dont les ruines de la chapelle Sainte-Victoire (1663) dans la partie de l'aven qui n'a pas été comblée. Un spectaculaire créneau, appelé la Brèche-des-Moines, a été creusé à la même époque dans la paroi sud de la falaise pour éclairer l'ensemble et ménager un belvédère.
La chapelle tout entière et la façade principale du bâtiment des moines sont inscrites à l’inventaire supplémentaire des Monuments historiques en 1978.

## Historique

### La chapelle Sainte-Venture
Il est fait mention pour la première fois d'une chapelle au XIIIe siècle. Des ermites s’établirent sur le site. Elle devint, à une époque indéterminée, la destination d’un pèlerinage traditionnel de la Confrérie sainte Victoire de Pertuis.

### L’œuvre de l'abbé Aubert et Honoré Lambert
Vers 1654, l’abbé Jean Aubert, maître de cérémonie de la cathédrale Saint-Sauveur d'Aix, s’y retire en ermite et attire de nombreux fidèles. Il convainc un riche bourgeois, Honoré Lambert qui avait fait vœu de consacrer un monument à la Vierge Marie en action de grâce pour sa guérison d’une grave maladie, de financer les travaux.
En 1665, Jérôme Grimaldi-Cavalleroni (1595-1685), archevêque du diocèse d’Aix, homologue la fondation, par Honoré Lambert, d’un prieuré rural.

### L'abandon et la restauration
Le Prieuré tomba en ruine au cours du XIXe siècle. Il fallut attendre l'initiative d'Henri Imoucha (1901-1990) et la création d’une association de bénévoles Les Amis de Sainte-Victoire pour qu’à partir de 1955, et encore aujourd'hui, le Prieuré soit peu à peu restauré.
L'historien français Pierre Vidal-Naquet mentionne l'association et son fondateur pour leur rôle dans la transformation de la fonction sociale de la montagne Sainte-Victoire : « Espace rural "sans qualités", pourrait-on presque dire, avant Cézanne, Sainte-Victoire est instituée progressivement comme territoire hautement qualifié, comme espace emblématique saturé de sens. » Ainsi : « l'association poursuit surtout, au travers des travaux de réhabilitation, des objectifs culturels, touristiques et identitaires qui n'ont pas le même sens que celui des actions de restauration [sous-entendu : religieuse] qui furent tentées à maintes reprises dans l'histoire. »

## Les principales constructions

### Le porche d'entrée (1670)

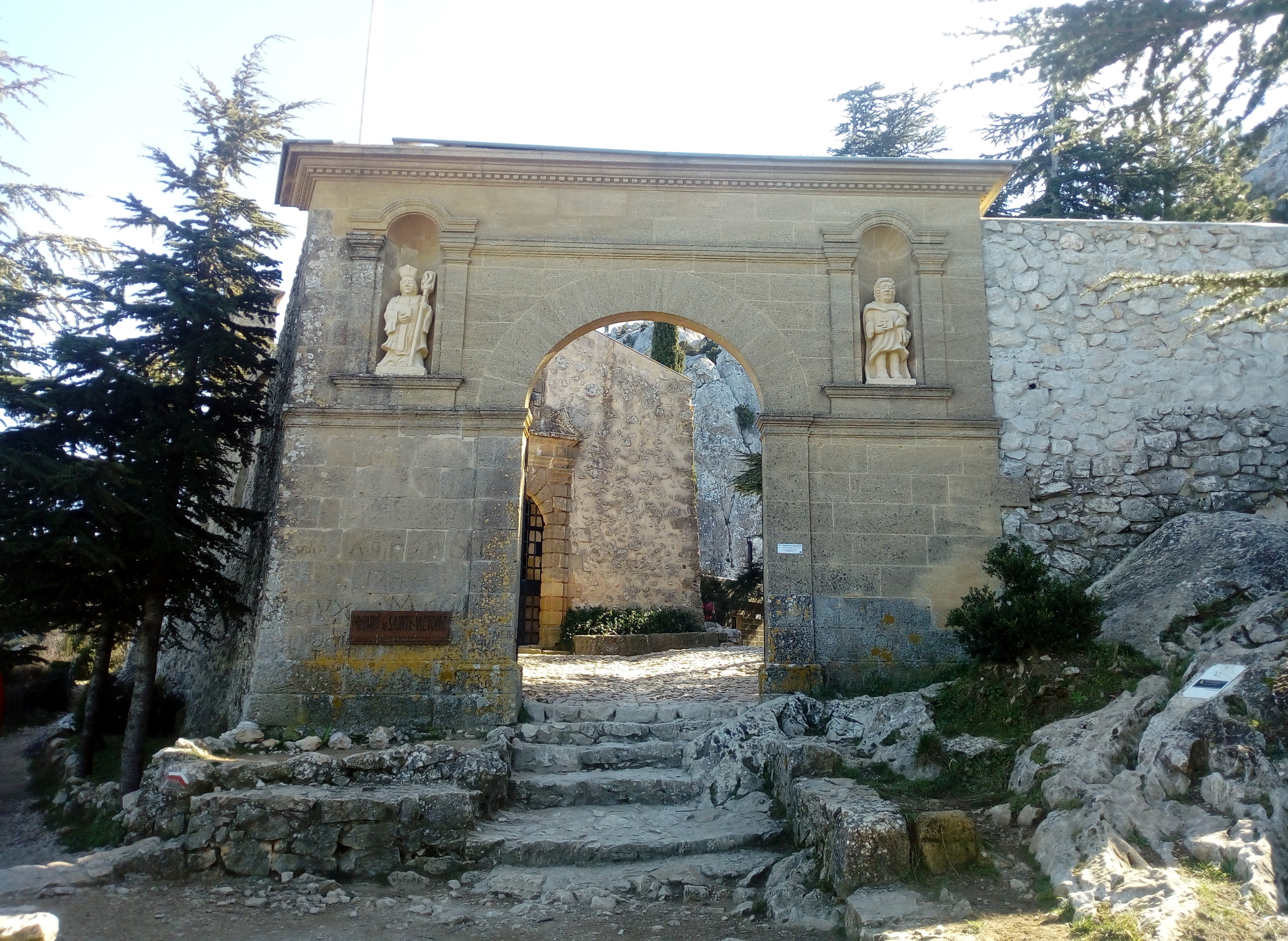
Porche d'entrée du Prieuré.

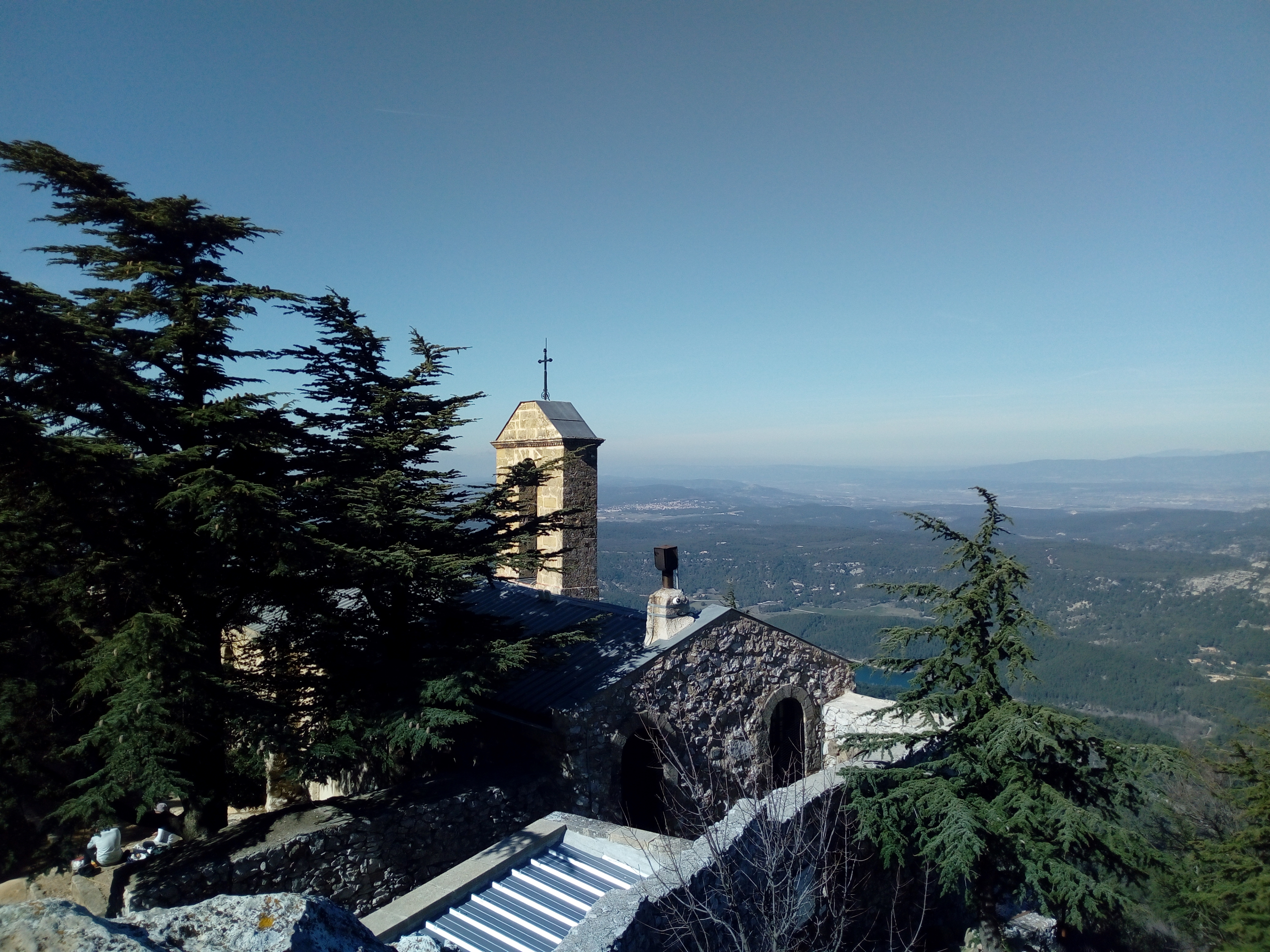
Clocher de la chapelle Notre-Dame-de-Victoire.

Il est réalisé, à l'origine, en pierre des carrières de Bibémus  près d’Aix-en-Provence et restauré avec des pierres des carrières du Pont du Gard. Il comporte une ouverture en plein cintre et deux niches  pour des statues. Grille et statues sont de facture contemporaine.

### La chapelle Notre-Dame-de-Victoire (1657-1661)
La chapelle Notre-Dame-de-Victoire, ouverte à l’ouest, a été construite entre 1657  et 1661. Les murs sont en moellon de calcaire blanc provenant des environs. La porte d’entrée en plein cintre, surmontée d’une niche, les angles des façades, les encadrements de fenêtres et le clocher, sont en pierre des carrières de Bibémus. Le clocher, daté de 1661, s’élève, au-dessus du mur nord, à 10 m de haut et ménage une ouverture en plein cintre pour une cloche.
L’intérieur, présente une nef et un chœur séparés par un arc triomphal et voûtés en berceau par une alternance d’arcs doubleaux en tuf et de remplissage en moellon. Cloche, statues, mobilier et vitraux ont été mis en place à l’époque contemporaine.

### Le bâtiment des moines (l'actuel refuge) (1663-1670)
La façade du refuge, ancien lieu de vie des moines, entièrement en pierre de Bibémus, est percée de quatre baies et deux portes encadrées en saillie selon une symétrie et des formes classiques. À l’intérieur, quatre portes correspondant à quatre cellules dont les séparations ont aujourd’hui disparu, ouvrent sur un couloir restauré, en 2018, dans le même style que la nef de la chapelle.

### La Brèche-des-Moines (1663)
L’aven, dans sa partie basse, vient buter, au sud, contre la falaise calcaire. Une ouverture en forme de créneau de 12 m de haut sur 12 m de large et entre 3 et 5 m d’épaisseur, y fut pratiquée, à la barre à mines et la poudre noire, pour éclairer le site et réaliser un belvédère. Les déblais permirent de réaliser l’esplanade actuelle et d’y ménager une citerne.

## Événement artistique
En octobre 2018, l'artiste peintre française Fabienne Verdier a transporté son atelier-nomade au Prieuré Sainte-Victoire. Elle y a séjourné trois jours et a réalisé, sur place, deux diptyques inspirés par la Brèche-des-Moines, présentés dans une rétrospective de son travail au musée Granet (21 juin-13 octobre 2019).

## Statut juridique
En 1971, le Prieuré a été cédé par la commune de Vauvenargues à une Association Provençale de Plein Air déclarée conforme à la loi du 1er juillet 1901 sous le no 2159, le 14 mai 1955, sous le nom Les Amis de Sainte-Victoire. Elle est agréée par le Haut-Commissariat à la Jeunesse et aux Sports, patronnée par le C.A.F., les associations des Excursionnistes Marseillais, Provençaux et Toulonnais et reconnue d'intérêt général à titre culturel en 2013.
Elle a pour mission de restaurer et entretenir les bâtiments du Prieuré de Sainte-Victoire, d'utiliser l’ancien monastère comme refuge ouvert aux randonneurs, d’entretenir la chapelle destinée aux célébrations chrétiennes, d'organiser des manifestations traditionnelles pour maintenir le prestige de ce haut-lieu de Provence, de faire connaître la montagne Sainte-Victoire, de donner des informations sur le Prieuré et d’assurer l’animation, l’accueil et la protection du site, bénévolement.

## Comment le visiter
Le Prieuré est librement accessible toute l’année.

Les seules restrictions d’accès sont les directives préfectorales d’interdiction de l’accès du massif Sainte-Victoire, en raison des risques d’incendie et les fermetures mensuelles du Prieuré lui-même pour travaux de maintenance.
Il n’est accessible qu’à pied, par divers sentiers : principalement le GR9, au nord, le sentier Imoucha, à partir du barrage de Bimont, et le tracé rouge, au sud.